# Port d'Anvers

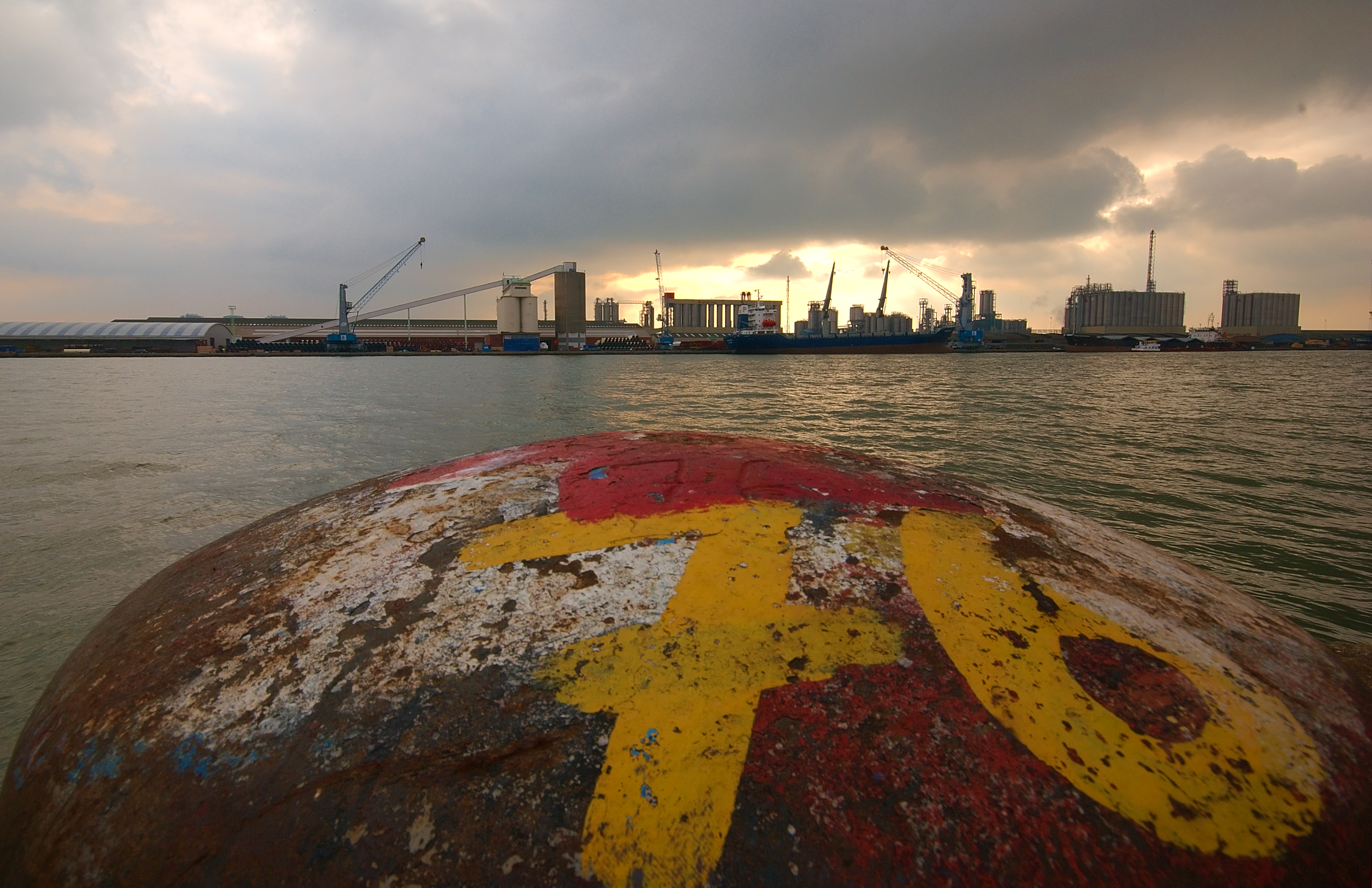
Vista del port d'Anvers

El port d'Anvers és el port més gran de Bèlgica i el segon port d'Europa, després del de Rotterdam. El 2010, va tenir un transbordament de més de 179 milions de tones. Quant a unitats, el port d'Anvers és un dels més grans d'Europa, però el transbordament de càrregues a granel és molt menys important.
El port està connectat amb el mar del Nord per l'Escalda occidental i té un paper important en el comerç internacional. Com que està situat terra endins, cal recórrer distàncies més curtes per ferrocarril o carretera. És un avantatge per al transport de contenidors, que utilitza sobretot aquestes maneres de transport. El transport de contenidors ha augmentat molt des de la dècada de 1950, sobretot gràcies a l'economia valona de l'època. No sols es transporten en contenidors productes tradicionals com ara tèxtils i electrònica, sinó també fruita, cotxes de luxe i altres productes nous.